# Jurij Sjefler
Jurij Sjefler, ryska: Юрий Шефлер, född 10 september 1967, är en rysk företagsledare och entreprenör. Han är ägaren av SPI Group, som verkar främst inom alkoholbranschen, och tillverkar och säljer 380 varumärken för alkoholdrycker i 160 länder världen över. Deras mest kända spritdryck är Stolitjnaja. Innan han gav sig in i alkoholbranschen, tjänstgjorde han i Röda armén samt ledde ett Moskva-baserad köpcentrum och flygbolaget Vnukovo Airlines.
Han avlade en kandidatexamen vid Rossijskij Ekonomitjeskij Universitet Imeni G.V. Plechanova.
Den amerikanska ekonomitidskriften Forbes rankade Sjefler till att vara världens 1 263:e rikaste med en förmögenhet på 2,6 miljarder amerikanska dollar för den 8 maj 2021.
År 2011 betalade Sjefler 330 miljoner dollar för megayachten Serene och sålde den fyra år senare till den saudiske kronprinsen Mohammed bin Salman för en halv miljard dollar.

## Kontroverser
År 2002 anklagade Ryssland honom för att ha köpt alkoholvarumärken för långt under vad marknadspriser låg på, 45 miljoner dollar istället för vad de skulle egentligen kosta på mellan 400 miljoner till 1,4 miljarder dollar. I december det året slog rysk polis till mot företagets lokaler i Moskva, detta ledde till att Sjefler flydde till Schweiz med sin familj, för att undkomma eventuella fängelsestraff.